# 吴兆麟 (1882年)

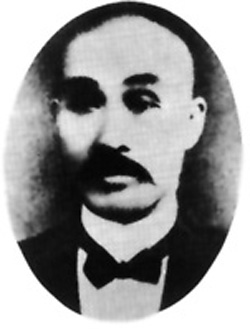

吴兆麟（1882年—1942年10月17日），字畏三，号宽元，谱名锡敏，男，湖北鄂城人，中国民主革命家，武昌起义领导人。

## 生平
吴兆麟是湖北省鄂城县（今鄂州市）葛店岳陂村宗国岭人。家中务农，父亲种菜为生。1898年，入湖北新军工程营当兵。1899年，考入随营将校讲习所。1900年，入工程营专科学校。后来升任工程营左队队官。1906年，吴兆麟加入日知会，任日知会干事、日知会工程营代表。后考入湖北参谋学堂，提充领班。1909年毕业，回营仍任工程营左队队官，在部队中常宣传革命。他参加了1906年的彰德秋操，1908年的太湖秋操，编写了各秋操纪事，编著有《战术实施》、《参谋旅行》等军事书籍，获印发各军参阅。
1911年10月10日夜，熊秉坤率工程八营起义，攻占楚望台军械库，推举吴兆麟为湖北革命军临时总指挥。吴兆麟、蔡济民、熊秉坤成为武昌起义当晚的领导核心。吴兆麟指挥起义部队兵分三路，于10月10日夜间进攻湖广总督署，10月11日晨光复武昌。
10月11日中午，在湖北谘议局召开了联席会议，商议组织军政府，起义众人认为自身声望不足，欲推举协统黎元洪任都督，黎元洪不同意，后来吴兆麟以总指挥的身份提议公举黎元洪为都督，汤化龙为民政总参长。中华民国军政府鄂军都督府成立后，吴兆麟任谋略处谋略。武汉保卫战时，吴兆麟历任民军第一协统领，鄂军都督府参谋部副部长、部长，战时总司令部副参谋长等职务，曾经亲自赴汉口督战。黄兴来到湖北防守汉阳时，吴兆麟率参谋数人，协同办理军务，在前线和鄂军都督府间来往，参与制定作战计划，并协调战时总司令部与鄂军都督府的关系。汉阳失守，黄兴赴上海后，蒋翊武护理战时总司令，吴兆麟同蒋翊武共同筹划防守武昌。不久，黎元洪潜赴葛店，吴兆麟负责防守武昌，并接任战时总司令。12月17日，黎元洪被推举为大元帅，任命吴兆麟为鄂军参谋总长兼第五镇统制。
中华民国成立后，1912年1月9日，吴兆麟任北伐第一军总司令。1月13日，吴兆麟任鄂军参谋总长。1912年9月，北京政府授予吴兆麟陆军上将、勋二位，并授予大绶嘉禾章、文虎章。湖北裁军时，吴兆麟去职，奉调赴北京。
1913年秋，李烈钧在湖口举兵讨伐袁世凯，吴兆麟被黎元洪派驻段芝贵部任联络参谋。因受到排挤，且对现状不满，对袁世凯、黎元洪、革命党人均无信心，故吴兆麟脱离政界，回到湖北投身社会公益事业。在湖北，吴兆麟于1922年督修樊口大堤，建民信闸、民生闸，开辟月河，修筑王唐黄堤等堤防工程，三年后工程完工。1922年，吴兆麟被公推为“武昌辛亥首义同志会理事会”主席，并倡议修建武昌首义公园。1923年2月15日，吴兆麟获授将军府将军。晚年，吴兆麟和日知会的老朋友张纯一等人研习佛经，主张“心治即国治”、“心安即国安”。
1938年日军攻占武汉后，吴兆麟因长期患有哮喘，故留居武汉，每日读佛经。日军胁迫其出任伪军总司令、湖北省政府首席参议，被吴兆麟拒绝。日本人遂将吴兆麟软禁。

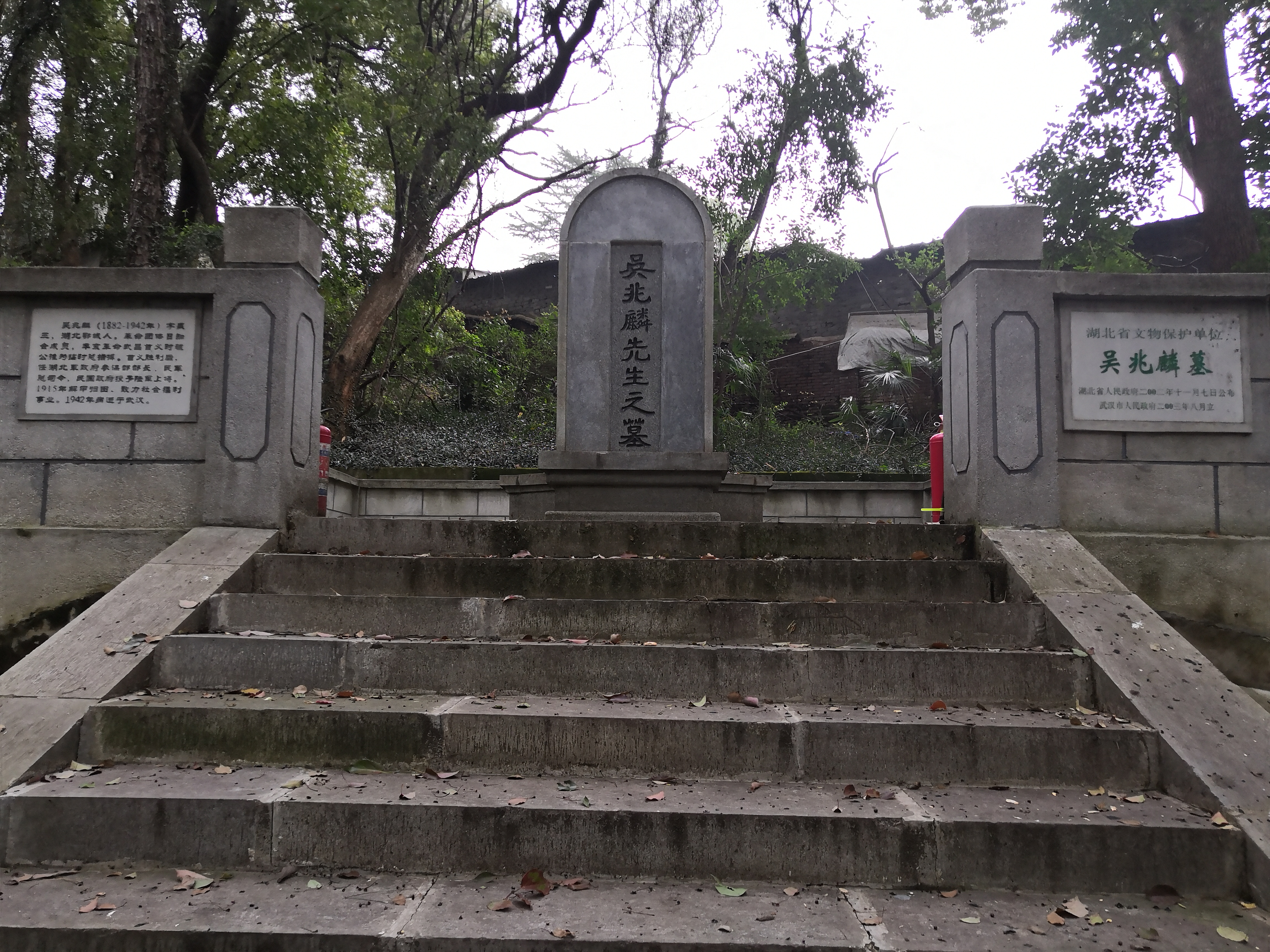
吴兆麟墓

1942年10月17日，吴兆麟在武昌因哮喘病逝。重庆国民政府明令褒扬并予公葬，葬于武昌伏虎山。

## 著作
吴兆麟著有《太湖秋操纪实》、《战术实施》、《辛亥武昌革命工程第八营首义始末记》等。他还存有武昌起义时期的文电底稿以及日记多种，后来曹亚伯撰写的《武昌革命真史》从中多有取材。 